# 根深誠
根深 誠（ねぶか まこと、1947年2月6日 - ）は、日本のルポライター、登山家。

## 来歴・人物
青森県弘前市出身。青森県立弘前高等学校、明治大学農学部卒業。同大学山岳部OB。小学校の時から登山に親しみ、家を出てから下駄履きで岩木山登山をして帰って来たときもあった。
1964年1月に岩木山でおきた大館鳳鳴高生の岩木山遭難事件では、同じ高校生として厳冬期の岩木山に偶然居合わせ、捜索活動などに参加している。このため、この事件を扱ったテレビドラマ(2001年8月20日NHK放映 ノンフィクションドラマ『遭難』)や、開高健賞を受賞した田沢拓也の「空と山のあいだ」に高校生時代の根深が出てくる。
1977年ヒマール・チュリ、1981年エヴェレストともに失敗。1984年にはアラスカ・マッキンリーで行方不明になった先輩仲間の植村直己の捜索に参加する。1988年シャハーン・ドク(6194m)初登頂。1992年日本人僧侶河口慧海のチベット潜入経路を調査。河口慧海のチベット潜入経路を辿った紀行文、『遥かなるチベット』（中央公論新社、1994年）で第四回JTB紀行文学大賞受賞。
2004年ヒマラヤ奥地ツァルカ村に3年がかりで鉄橋を架設。その模様を著書『ヒマラヤにかける橋』に書く。ネパールで世界最高地の稲作に成功した近藤亨との関係も手短に書かれている。
白神山地の保護活動や世界遺産登録で大きな役割を果たす。ただ、白神山地の世界遺産登録そのものには否定的な態度を取り、白神山地入山問題では自由入山を主張をしている。
ゴッラゾム、シャハーンドク初登頂を果たした他、ヒマラヤ遠征を多数こなす。落ち穂拾いと表現をしながらも、ヒマラヤの未踏峰6座に初登頂している。1994年から2003年までイエティの現地調査を行い、2012年にはその正体はチベットヒグマであるとの調査結果を発表し、大きな反響を呼んだ。

## 主な著書
- 『みちのく源流行』　北の釣り社、1980年。つり人社、2000年。
- 『ブナ原生林　白神山地をゆく』 立風書房、1987年
  - 『白神山地をゆく』　中公文庫、1998年。
- 『風の瞑想ヒマラヤ』　立風書房、1989年。中公文庫、1997年、改版2011年。
- 『ヒマラヤを釣る』　中央公論社、1989年。中公文庫、1999年。
- 『チベットから来た男』　岩波書店、1990年。
- 『山の人生　マタギの村から』　日本放送出版協会〈NHKブックス〉、1991年。新版・中公文庫、2012年
- 『森を考える』（編著）　立風書房、1992年。ISBN 4-651-70054-3
- 『白神の四季』　白水社、1992年。
- 『遥かなるチベット』　中央公論社、1994年。中公文庫、1999年。
- 『北の山旅　釣り歩き』無明舎出版　1994年
- 『東北の山旅　釣り紀行』　中公文庫、2000年。
- 『みちのく源流行』（つり人ノベルズ）つり人社　2000年
- 『津軽白神山がたり』（つり人ノベルズ）つり人社　2000年
- 『旅愁の川　渓流釣り紀行ベストセレクション』　つり人社　2000年
- 『白神山地ブナ原生林は誰のものか』つり人社　2001年
- 『白神山地立入禁止で得するのは誰だ』つり人社　2001年
- 『釣り浮雲』つり人社　2003年
- 『白神自然観察ガイド』　山と溪谷社、2004年。
- 『風雪の山ノート』　七つ森書館、2006年。
- 『ヒマラヤにかける橋』　みすず書房、2007年。
- 『一竿有縁の渓』　七つ森書館、2008年。
- 『ヒマラヤのドン・キホーテ』　中央公論新社、2010年、中公文庫、2015年。
- 『イエティ ヒマラヤ最後の謎“雪男”の真実』 山と渓谷社、2012年。
- 『北東北ほろ酔い渓流釣り紀行』 無明舎出版、2012年。
- 『ブナの息吹、森の記憶』 七つ森書館、2013年。
  - 『山棲みの記憶　ブナの森の恵みと山里の暮らし』 ヤマケイ文庫、2019年
- 『白神山地マタギ伝　鈴木忠勝の生涯』 七つ森書館、2014年。ヤマケイ文庫、2018年
- 『カミサマをたずねて　津軽赤倉霊場の永助様』 中央公論新社、2018年
- 『渓流釣り礼讃』 中公文庫、2019年
- 『求道の越境者・河口慧海－チベット潜入ルートを探る三十年の旅』 中央公論新社、2024年

## 映像化作品
- 『ヒマラヤにかける橋』　TBSテレビのBS-iで放送。DVD販売は株式会社イブカ。